# Aït Yahia
Ait-Yahia là một đô thị thuộc tỉnh Tizi Ouzou, Algérie. Dân số thời điểm năm 2002 là 16.485 người.